# Down (district)
Down is een voormalig district in Noord-Ierland. Het is sinds 2015 deel van het district Newry, Mourne and Down. Down telde in 2007 69.200 inwoners. De oppervlakte bedraagt 647 km², de bevolkingsdichtheid is 107 inwoners per km².
Van de bevolking is 35,5% protestant en 61,9% katholiek.
Antrim · Ards · Armagh · Ballymena · Ballymoney · Banbridge · Belfast · Carrickfergus · Castlereagh · Coleraine · Cookstown · Craigavon · Derry (Londonderry) · Down · Dungannon en South Tyrone · Fermanagh · Larne · Limavady · Lisburn · Magherafelt · Moyle · Newry and Mourne · Newtownabbey · North Down · Omagh · Strabane